# Martin Puech

a Compétitions nationales et continentales officielles uniquement.

Dernière mise à jour le 16 mai 2025.
Martin Puech, né le 14 décembre 1988 à Cahors, est un joueur français de rugby à XV évoluant au poste de troisième ligne aile.

## Biographie

### Formation
Martin Puech commence le rugby à l'âge de 6 ans avec le club de la Jeunesse sportive gramatoise. En 2002, il rejoint l'entente entre les clubs de Saint-Céré et Bretenoux, où il joue jusqu'en catégorie junior. En 2008, il part à Toulouse pour ses études et intègre l'équipe Reichel A de Blagnac SCR. Ses bonnes performances attirent l'attention de Colomiers Rugby, qui le recrute en 2009 pour son équipe espoir.

### En club

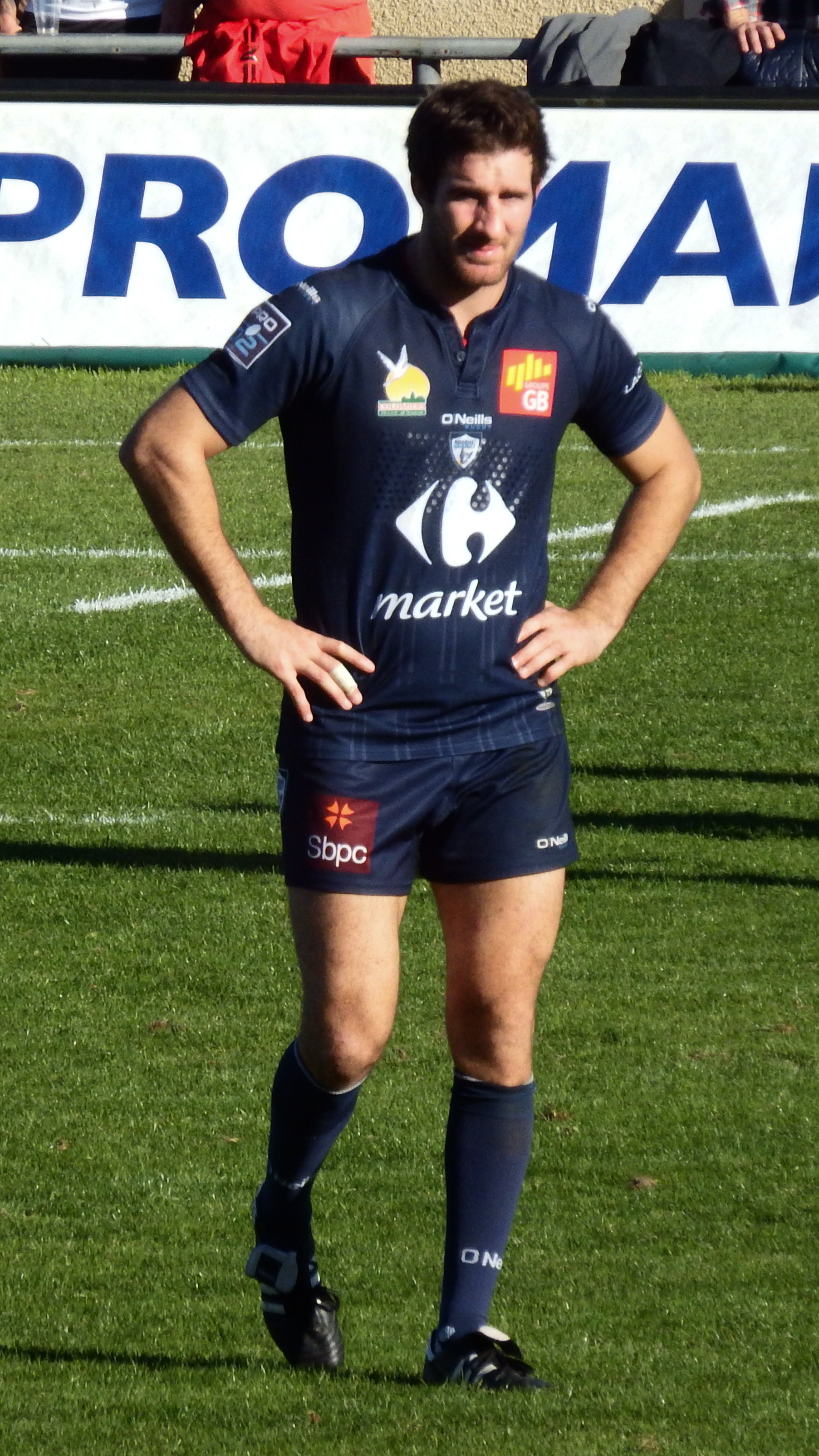
Martin Puech, en 2016, sous le maillot de Colomiers Rugby.

Martin Puech joue ses premiers matchs en équipe première de Colomiers lors de la saison 2011-2012. Il signe son premier contrat professionnel en 2012 pour deux saisons. Il devient ensuite un joueur important de l'équipe.
Le 15 janvier 2017, il signe pour trois saisons avec la Section paloise, qu'il rejoint pour la saison 2017-2018 de Top 14.
En octobre 2019, il prolonge son contrat avec la Section paloise de deux ans, soit jusqu'en 2022. Il est alors l'un des meilleurs plaqueurs du Top 14, avec 110 plaquages en six matchs disputés.
À l'issue de la saison 2018-2019, il est sélectionné dans le XV type des joueurs français du Top 14 selon les statistiques d'Opta.
Lors de la saison 2019-2020, il est à nouveau dans le XV type du Top 14 et termine meilleur plaqueur du championnat avec 293 plaquages en 16 matchs, loin devant Yoann Maestri (219 plaquages). Capitaine de la Section pour la saison 2020-2021, Puech se blesse rupture du ligament antérieur et manque la seconde partie de championnat. 
Le 23 décembre 2022, il joue son centième match avec la Section paloise face à Bayonne. Quelques jours plus tard, il prolonge son contrat jusqu'en juin 2024.
En mars 2024, il annonce son départ de la Section paloise à la fin de la saison.
Après avoir raccroché les crampons en juin 2024 et passé un an nommé coordinateur au Prytanée du centre Nelson-Paillou de Pau en tant que coordinateur des éducateurs sportifs, il est officiellement nommé team manager de la Section paloise en mai 2025, renforçant le staff de Sébastien Piqueronies et succédant à Peyo Hiriart. De mai 2025 à septembre 2025, il collabore avec Hiriart pour se familiariser avec ses nouvelles fonctions.

## Palmarès
Vainqueur du championnat de Fédérale 1 en 2012 avec Colomiers Rugby.